# Sybra quadristicta
Sybra quadristicta là một loài bọ cánh cứng trong họ Cerambycidae.